# Cassinopsis chapelieri
Cassinopsis chapelieri är en tvåhjärtbladig växtart som först beskrevs av Henri Ernest Baillon, och fick sitt nu gällande namn av Joseph Marie Henry Alfred Perrier de la Bâthie. Cassinopsis chapelieri ingår i släktet Cassinopsis och familjen Icacinaceae. Inga underarter finns listade i Catalogue of Life.